# Maicon Douglas Sisenando
Maicon Douglas Sisenando (født d. 26. juli 1981 i Novo Hamburgo) eller blot Maicon er en brasiliansk fodboldspiller. Siden 2003 har Maicon spillet 76 kampe for Brasiliens landshold og scoret 6 mål.

## Klubkarriere

### Cruzeiro og Monaco
Maicon begyndte karrieren i Cruzeiro som han debuterede for i 2001. Med Cruzeiro vandt han både det brasilianske mesterskab, den brasilianske cup og statsmesterskabet i Minas Gerais staten, som Cruzeiro befinder sig i. To sæsoner i Brasilien var nok til at de europæiske klubber fik spærret øjnene op for Maicons evner og i Juni 2004 skrev han kontrakt med AS Monaco. Monaco betalte £2.67 millioner for Maicon.

### Inter
I Juli 2006 skrev Ahmad Maicon under på en 6-årig kontrakt med italienske Inter, der just var blevet mestre "på papir", da Juventus F.C., AC Milan og tre andre klubber blev frakendt point på grund af Calciopoli-skandalen. Handelen kostede Inter £6.23 millioner. En anden brasiliansk wingback, Maxwell, ankom også til klubben i denne periode.
Hos Inter udviklede Maicon sig til den verdenklasse wingback han nu er og Inter har vundet scudettoen i alle tre sæsoner siden hans tilkomst i 2006. Inters præsident Massimo Moratti har udtalt, at han anser Maicon for at være den bedste højreback i verden.

### Manchester City
Den 31. august 2012, hvilket var sidste dag i transfervinduet, blev det offentliggjort at Maicon havde skiftet til Manchester City.

### AS Roma
Tirsdag den 16. Kl:18:02 juli 2013 blev det en realitet, at Maicon fortsætter karrieren i AS Roma. Den nye Manchester City-manager Manuel Pellegrini ville ikke bruge ham i Man. City, og dermed var vejen banet for et skifte til romerne.

## International karriere
Maicon havde allerede i 2003 optrådt på Brasiliens U-23 landshold samt seniorholdet og har holdt sin plads med formidabel sikkerhed lige siden og det er næsten blevet til 100 optrædener for a selecção. Han blev dog udeladt til VM-holdet i 2006, men siden da har han været fast inventar.
Med landsholdet har han to gange vundet Copa América, det sydamerikanske mesterskab, det skete i 2004 og 2007. Desuden har han været med til at fejre to sejre i Confederations Cup i 2005 og senest i 2009. Han deltog desuden ved VM i 2010 i Sydafrika.

## Titler

### Klub
Cruzeiro
- Brasiliansk mesterskab i 2003
- Brasiliansk cup i 2003
- Minas Gerais statsmesterskab i 2003

Inter
- Serie A i 2007, 2008 og 2009
- Supercoppa italiana di calcio i 2006 og 2008

### International
- Copa América i 2004 og 2007
- Confederations Cup i 2005 og 2009